# Baryconus graeffei
Baryconus graeffei är en stekelart som först beskrevs av Jean-Jacques Kieffer 1908.  Baryconus graeffei ingår i släktet Baryconus och familjen Scelionidae. Inga underarter finns listade.